# 우마이봉

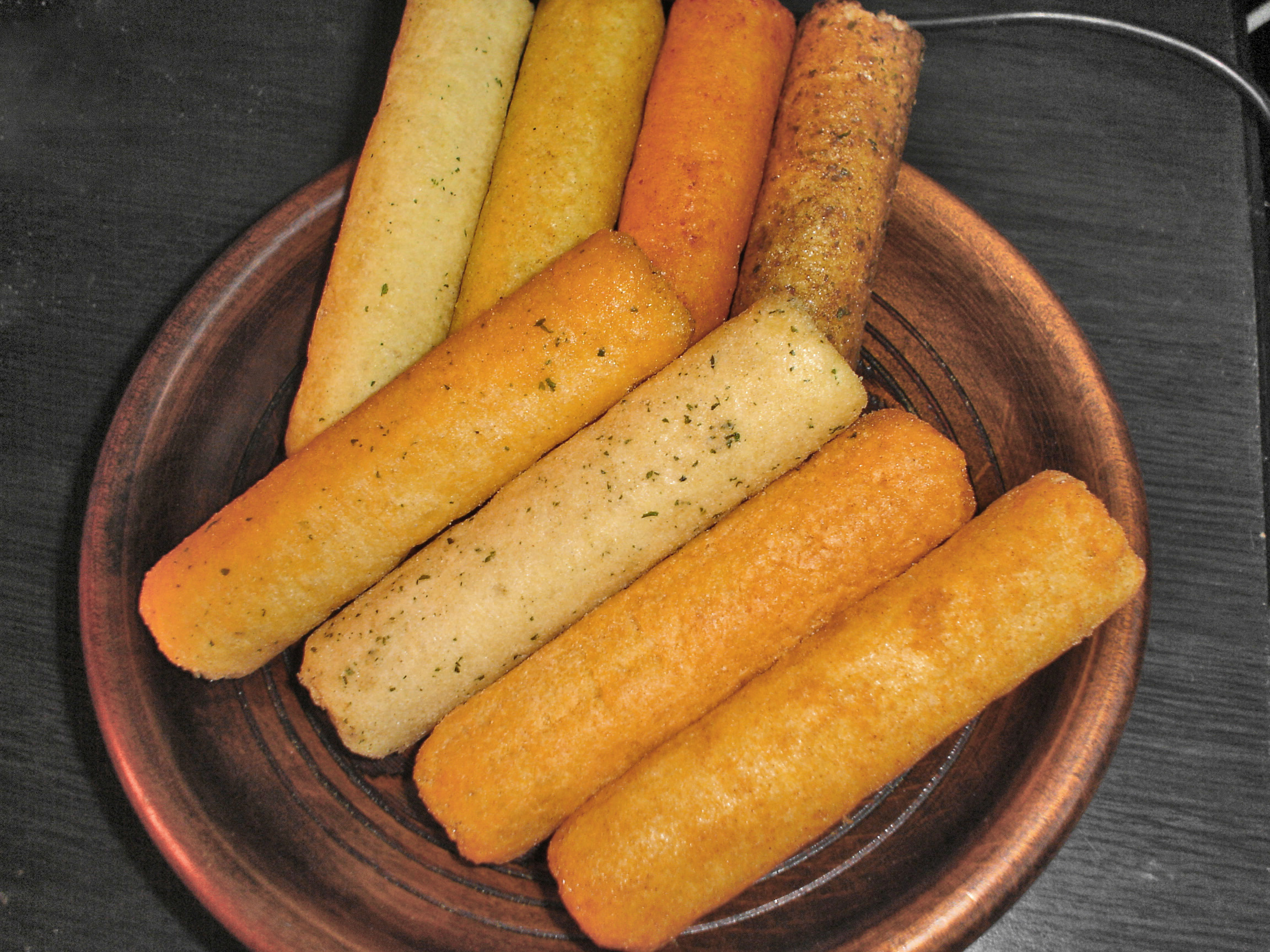
그릇에 담긴 여러 종류의 우마이봉

우마이봉(일본어: うまい棒 우마이보[*])은 리스카가 제조를 맡고 야오킨이 출시하여 판매 중인 일본의 막대 모양의 옥수수 스낵 과자이다. 1979년 7월에 처음 출시되었다.
명란젓, 타코야키, 치즈 등 다양한 종류의 맛이 출시되었으며 2024년까지 출시된 맛의 종류는 60종 이상이다. 또한 일본 국내 지역 한정으로 판매하는 종류가 있다.

## 종류
- 명란젓맛
- 콘포타주맛
- 치즈맛
- 초콜릿맛
- 슈가러스크맛
- 데리야키 버거맛
- 살라미맛
- 야채샐러드맛
- 돈가스 소스맛
- 새우 마요네즈맛
- 타코야키맛
- 규탄맛
- 낫토맛
- 야키토리맛
- 맛김맛
- 흑설탕맛
- 게잔코나베맛(단종)
- 가바야키맛(단종)
- 사키이카맛(단종)

### 지역 한정판
- 꿀맛(시즈오카)
- 기리탄포맛(아키타)
- 몬자야키맛(도쿄)
- 오코노미야키맛(간사이)
- 타코야키맛(오사카)